# نلو تروجی
نلو تروجی (ایتالیایی: Nello Troggi; ۲۶ آوریل ۱۹۱۲ – ۲۱ ژوئن ۱۹۴۴) دوچرخه‌سوار اهل پادشاهی ایتالیا بود.